# Ulis Williams
Ulis Williams (* 24. Oktober 1941 in Hollandale, Mississippi) ist ein ehemaliger US-amerikanischer Leichtathlet und Olympiasieger, der in den frühen 1960er Jahren aktiv war und sich auf die 400 Meter spezialisiert hatte. Er startete für die Arizona State University.
Er konnte viermal das Finale der US-amerikanischen Landesmeisterschaften erreichen:
- 1961 Zweiter in 45,3 s (440 yds)
- 1962 Meister in 45,8 s
- 1963 Meister in 45,8 s
- 1964 Fünfter in 46,5 s (400 m)

Im Jahr 1963 gewann er in 45,8 s die Meisterschaft der National Collegiate Athletic Association über 440 Yards.
Im Jahr 1964 nahm er an den Olympischen Spielen in Tokio sowohl als Einzelläufer über 400 Meter als auch als Mitglied der US-amerikanischen 4-mal-400-Meter-Staffel teil und erreichte folgende Platzierungen:
- 400 m: Platz 5 in 46,01 s (Für eine Medaille hätte er fast vier Zehntel schneller sein müssen, da der Drittplatzierte, der Pole Andrzej Badeński, 45,64 s lief.)
- 4 × 400 m: Gold in 3:00,7 min (Team: Ollan Cassell, Mike Larrabee, Williams als dritter Läufer und als Schlussläufer Henry Carr) vor Großbritannien (Silber in 3:01,6 min) und Trinidad (Bronze in 3:01,7 min)

Diese Leistung bedeutete neuen Weltrekord. Die bisherige Bestmarke, aufgestellt von Jack Yerman, Earl Young, Glenn Davis und Otis Davis vier Jahre zuvor bei den Olympischen Spielen in Rom, hatte bei 3:02,2 min gestanden. Er hielt bis 1966, als wiederum von einem US-Team erstmals die 3-Minuten-Marke durchbrochen wurde (2:59,6 min).
Nach Beendigung seiner aktiven Laufbahn trat Ulis Williams in die Dienste des Compton Community College, wo er nacheinander verschiedene Posten bekleidete und im März 1996 schließlich zum Superintendenten ernannt wurde.
| Personendaten    | Personendaten                                |
| ---------------- | -------------------------------------------- |
| NAME             | Williams, Ulis                               |
| KURZBESCHREIBUNG | US-amerikanischer Sprinter und Olympiasieger |
| GEBURTSDATUM     | 24. Oktober 1941                             |
| GEBURTSORT       | Hollandale, Mississippi                      |